# Кузнецовка (Жигаловский район)
Кузнецовка — деревня в Жигаловском районе Иркутской области России. Входит в состав Тутурского сельского поселения. Находится на левом берегу реки Лена, вблизи места впадения в неё реки Тутура, непосредственно восточнее районного центра, посёлка Жигалово.

## Население
| 2002 | 2010 | 2011 | 2012 |
| ---- | ---- | ---- | ---- |
| 102  | ↘96  | ↘95  | ↗102 |

По данным Всероссийской переписи, в 2010 году численность населения деревни составляла 96 человек (51 мужчина и 45 женщин).

## Улицы
Уличная сеть деревни состоит из 3 улиц.